# The London Howlin' Wolf Sessions
 (juillet 2023).
La mise en forme du texte ne suit pas les recommandations de Wikipédia : il faut le « wikifier ».
Les points d'amélioration suivants sont les cas les plus fréquents :
- Les titres sont pré-formatés par le logiciel. Ils ne sont ni en capitales, ni en gras.
- Le texte ne doit pas être écrit en capitales (les noms de famille non plus), ni en gras, ni en italique, ni en « petit »…
- Le gras n'est utilisé que pour surligner le titre de l'article dans l'introduction, une seule fois.
- L'italique est rarement utilisé : mots en langue étrangère, titres d'œuvres, noms de bateaux, etc.
- Les citations ne sont pas en italique mais en corps de texte normal. Elles sont entourées par des guillemets français : « et ».
- Les listes à puces sont à éviter, des paragraphes rédigés étant largement préférés. Les tableaux sont à réserver à la présentation de données structurées (résultats, etc.).
- Les appels de note de bas de page (petits chiffres en exposant, introduits par l'outil «  Source ») sont à placer entre la fin de phrase et le point final[comme ça].
- Les liens internes (vers d'autres articles de Wikipédia) sont à choisir avec parcimonie. Créez des liens vers des articles approfondissant le sujet. Les termes génériques sans rapport avec le sujet sont à éviter, ainsi que les répétitions de liens vers un même terme.
- Les liens externes sont à placer uniquement dans une section « Liens externes », à la fin de l'article. Ces liens sont à choisir avec parcimonie suivant les règles définies. Si un lien sert de source à l'article, son insertion dans le texte est à faire par les notes de bas de page.
- La présentation des références doit suivre les conventions bibliographiques. Il est recommandé d'utiliser les modèles {{Ouvrage}}, {{Chapitre}}, {{Article}}, {{Lien web}} et/ou {{Bibliographie}}. Le mode d'édition visuel peut mettre en forme automatiquement les références.
- Insérer une infobox (cadre d'informations à droite) n'est pas obligatoire pour parachever la mise en page.

Pour une aide détaillée, merci de consulter Aide:Wikification.
Si vous pensez que ces points ont été résolus, vous pouvez retirer ce bandeau et améliorer la mise en forme d'un autre article.
 (juillet 2023).
Albums de Howlin' Wolf
Message to the Young (en)
(1971) Live and Cookin' (en)
(1972)
The London Howlin' Wolf Sessions est le neuvième album studio du chanteur, harmoniciste et guitariste blues Howlin' Wolf sorti en 1971 sur Chess Records, et sur Rolling Stones Records en Grande-Bretagne. C'était l'un des premiers albums de blues de super session, établissant un maître du blues parmi de célèbres musiciens de la seconde génération du rock and roll, en l'occurrence Eric Clapton, Steve Winwood, Charlie Watts et Bill Wyman. On retrouve aussi sur l'album des chansons avec Klaus Voormann à la basse et Ringo Starr à la batterie. Il a culminé à la 79e place du Billboard 200. 

## Histoire
Dans les coulisses du Fillmore Auditorium, après un concert des groupes Paul Butterfield Blues Band, Electric Flag et Cream, producteur de Chess Records Norman Dayron a repéré les guitaristes des deux derniers groupes, Mike Bloomfield et Eric Clapton, discutant et plaisantant. Dayron a approché Clapton et, sur un coup de tête, lui a demandé "ça vous dirait de faire un album avec Howlin' Wolf ?" Après avoir confirmé que l'offre était légitime, Clapton a accepté et Dayron a organisé des sessions à Londres par l'intermédiaire de l'organisation Chess pour se coordonner avec le calendrier de Clapton.
Clapton a obtenu la participation de la section rythmique des Rolling Stones (le pianiste Ian Stewart, le bassiste Bill Wyman et le batteur Charlie Watts), tandis que Dayron a réuni d'autres musiciens, dont le jeune  prodige de l'harmonica Jeffrey Carp, qui est mort en 1973 à l'âge de 24 ans. Ne voulait pas payer les frais de vol et d'hébergement pour envoyer le guitariste de longue date de Wolf Hubert Sumlin en Angleterre, un ultimatum de Clapton imposait sa présence. Les sessions ont eu lieu entre le 2 et le 7 mai 1970, aux Olympic Studios.
Le premier jour, le 2 mai, Bill Wyman et Charlie Watts n'étaient pas disponibles et un appel a été lancé pour des remplacements immédiats. Beaucoup se sont présentés, mais seuls des enregistrements avec Klaus Voormann et Ringo Starr ont été publiés à partir de ce jour. Dans les crédits de l'album initial toutefois, Ringo Starr est répertorié comme Richie, car étant un Beatle, son nom ne pouvait pas être utilisé directement".
D'autres doublages ont eu lieu dans les studios de Chess à Chicago avec des habitués de Chess Lafayette Leake au piano et Phil Upchurch à la basse, et des cornistes Jordan Sandke, Dennis Lansing et Joe Miller du 43e Street Snipers, Carp's band. L'ancien chanteur-guitariste-claviériste des groupes Spencer Davis Group, Traffic et Blind Faith, Steve Winwood, en tournée aux États-Unis, a également contribué aux sessions de réenregistrements. Bien qu'il ne joue en fait que sur cinq titres pour l'album original, son nom figure sur la couverture au même titre que les autres avec Clapton, Wyman et Watts.
Le 4 mars 2003, le propriétaire actuel du catalogue Chess Universal Music Group a sorti une édition Deluxe de deux disques des London Sessions. Incluses comme chansons bonus sur le premier disque étaient trois performances initialement publiées sur Chess CH 60026 en février 1974, London Revisited. Le deuxième disque comportait des prises alternatives et différents mix.

## Fiche technique

### Chansons

#### Album original
Toutes les chansons sont écrites et composées par Chester Burnett, sauf mention contraire.
| 1. | Rockin' Daddy               |              | 4 mai 1970 | 3:43 |
| 2. | I Ain't Superstitious       | Willie Dixon | 2 mai 1970 | 3:34 |
| 3. | Sittin' on Top of the World |              | 6 mai 1970 | 3:51 |
| 4. | Worried About My Baby       |              | 7 mai 1970 | 3:51 |
| 5. | What a Woman!               | James Oden   | 7 mai 1970 | 3:02 |
| 6. | Poor Boy                    |              | 4 mai 1970 | 3:04 |

| 7.  | Built for Comfort           | Willie Dixon     | 7 mai 1970 | 2:08 |
| 8.  | Who's Been Talking?         |                  | 7 mai 1970 | 3:02 |
| 9.  | The Red Rooster (Rehearsal) |                  | 7 mai 1970 | 1:58 |
| 10. | The Red Rooster             | Willie Dixon     | 7 mai 1970 | 3:47 |
| 11. | Do the Do                   | Willie Dixon     | 6 mai 1970 | 2:18 |
| 12. | Highway 49                  | Joe Lee Williams | 6 mai 1970 | 2:45 |
| 13. | Wang-Dang-Doodle (en)       | Willie Dixon     | 4 mai 1970 | 3:27 |

#### Rééditions
The London Howlin' Wolf Sessions a été réédité en 2003 avec trois chansons bonus et un deuxième disque de versions alternatives et chutes de studio.
| 14. | Goin' Down Slow (en)           | James Oden |            | 5:52 |
| 15. | Killing Floor                  |            | 7 mai 1970 | 5:18 |
| 16. | I Want to Have a Word with You |            | 2 mai 1970 | 4:07 |

| 1.  | Worried About My Baby (répétition)                             |                  | 7 mai 1970 | 4:31 |
| 2.  | The Red Rooster (autre mixage)                                 | Willie Dixon     | 7 mai 1970 | 4:02 |
| 3.  | What a Woman! (autre prise)                                    | James Oden       | 7 mai 1970 | 5:10 |
| 4.  | Who's Been Talking? (autre prise avec faux départ et dialogue) |                  | 7 mai 1970 | 5:51 |
| 5.  | Worried About My Baby (autre prise)                            |                  | 7 mai 1970 | 3:43 |
| 6.  | I Ain't Superstitious (autre prise)                            | Willie Dixon     | 2 mai 1970 | 4:10 |
| 7.  | Highway 49 (autre prise)                                       | Joe Lee Williams | 6 mai 1970 | 3:39 |
| 8.  | Do the Do (autre prise plus longue)                            | Willie Dixon     | 6 mai 1970 | 5:44 |
| 9.  | Poor Boy (mixage avec paroles différentes)                     |                  | 4 mai 1970 | 4:27 |
| 10. | I Ain't Superstitious (autre mixage)                           | Willie Dixon     | 2 mai 1970 | 3:53 |
| 11. | What a Woman! (autre mixage avec des overdubs d'orgue)         | James Oden       | 7 mai 1970 | 3:10 |
| 12. | Rockin' Daddy (autre mixage)                                   |                  | 4 mai 1970 | 3:58 |

## Musiciens
Toutes les chansons de Howlin' Wolf (listée sous son vrai nom Chester Burnett), sauf où spécifié.

### Disque Un
1. "Rockin' Daddy" – 3:43 (enregistré le 4 mai 1970)
  - Howlin' Wolf – Chant ; Hubert Sumlin – guitare rythmique ; Eric Clapton – guitare solo ; Ian Stewart – piano ; Phil Upchurch – basse ; Charlie Watts – batterie.
2. "I Ain't Superstitious" (Willie Dixon) – 3:34 (enregistré le 2 mai 1970)
  - Loup – chat ; Sumlin – guitare rythmique ; Clapton – guitare solo ; Steve Winwood – piano ; Klaus Voormann – basse ; Ringo Starr – batterie ; Jordan Sandke – trompette ; Dennis Lansing – saxophone ténor ; Joe Miller – saxophone baryton ; Bill Wyman – Sonnaille.[4]
3. "Sittin' On Top Of The World" – 3:51[5] (enregistré le 6 mai 1970)
  - Loup – chant ; Jeffrey Carp – harmonica ; Sumlin – guitare rythmique ; Clapton – guitare solo ; Lafayette Leake– piano ; Wyman – basse ; Watts – batterie.
4. "Worried About My Baby" – 2:55 (enregistré le 7 mai 1970)
  - Wolf – chant, harmonica ; Sumlin – guitare rythmique ; Clapton – guitare solo ; Leake – piano ; Wyman – basse ; Watts – batterie.
5. "What a Woman!" (James Oden) – 3:02 (enregistré le 7 mai 1970)
  - Loup – chant ; Carpe – harmonica ; Sumlin – guitare rythmique ; Clapton – guitare solo ; Winwood – orgue ; Wyman – basse ; Watts – batterie.
6. "Poor Boy" – 3:04 (enregistré le 4 mai 1970)
  - Loup – chant ; Carpe – harmonica ; Sumlin – guitare rythmique ; Clapton – guitare solo ; Winwood – piano ; Wyman – basse ; Watts – batterie.
7. "Built For Comfort" (Dixon) – 2:08 (enregistré le 7 mai 1970)
  - Wolf – chant ; Sumlin – guitare rythmique ; Clapton – guitare solo ; Stewart – piano ; Wyman – basse ; Watts – batterie ; Sandke – trompette ; Lansing, Miller – saxophones
8. "Who's Been Talking?" – 3:02 (enregistré le 7 mai 1970)
  - Wolf – chant, harmonica ; Sumlin – guitare rythmique ; Clapton – guitare solo ; John Simon – piano ; Winwood – orgue ; Wyman – basse, shaker ; Watts – batterie, conga, percussion.
9. "Little Red Rooster (Pratique des musiciens avant l'enregistrement final)" – 1:58 (enregistré le 7 mai 1970)
  - Wolf – chant, guitare; autre personnel comme ci-dessous
10. "Little Red Rooster" (Willie Dixon) – 3:47 (enregistré le 7 mai 1970)
  - Wolf – chant ; Sumlin – guitare rythmique ; Clapton – guitare solo ; Leake – piano ; Wyman – basse ; Watts – batterie.
11. "Do The Do" (Willie Dixon) – 2:18 (enregistré le 6 mai 1970)
  - Wolf – chant ; Sumlin – guitare rythmique ; Clapton – guitare solo ; Stewart – piano ; Wyman – basse, cloche ; Watts – batterie.
12. "Highway 49" (Joe Lee Williams) – 2:45 (enregistré le 6 mai 1970)
  - Wolf – chant ; Carpe – harmonica ; Sumlin – guitare rythmique ; Clapton – guitare solo ; Winwood – piano ; Wyman – basse ; Watts – batterie.
13. "Wang-Dang-Doodle" (Willie Dixon) – 3:27 (enregistré le 4 mai 1970)
  - Wolf – chant ; Carpe – harmonica ; Sumlin – guitare rythmique ; Clapton – guitare solo ; Stewart – piano ; Wyman – basse ; Watts – batterie.

### Chansons bonus de l'Édition Deluxe 2003
1. "Goin' Down Slow" (James Oden) – 5:52 (enregistré le 2 mai 1970)
  - Wolf – chant ; Carpe – harmonica ; Clapton – guitare solo ; Voormann – basse ; Starr – batterie.[6]
2. "Killing Floor" – 5:18 (enregistré le 7 mai 1970)
  - Wolf – chant, guitare électrique ; Clapton – guitare électrique ; Wyman – basse ; Watts – batterie.
3. "I Wanna have a word with You" - 4:07 (enregistré le 2 mai 1970)
  - Wolf – chant ; Sumlin – guitare rythmique ; Clapton – guitare solo ; Voormann – basse ; Starr – batterie.

### Disque Deux: Édition Deluxe 2003
Prises alternatives, mix alternatifs, etc
1. "Worried About My Baby" (prise de répétition) – 4:31 (enregistré le 7 mai 1970)
  - Wolf – chant, harmonica ; Clapton – guitare ; Wyman – basse.
2. "The Red Rooster" (mix alternatif) – 4:02 (enregistré le 7 mai 1970)
  - Wolf – chant ; Sumlin – guitare rythmique ; Clapton – guitare solo ; Leake – piano ; Wyman – basse ; Watts – batterie.
3. "What A Woman" (prise alternative) – 5:10 (enregistré le 7 mai 1970)
  - Wolf – chant ; Carpe – harmonica ; Sumlin – guitare rythmique ; Clapton – guitare solo ; Stewart – piano ; Wyman – basse ; Watts – batterie.
4. "Who's Been Talking" (prise alternative avec faux départ et dialogue) - 5:51 (enregistré le 7 mai 1970)
  - Wolf – chant, harmonica ; Sumlin – guitare rythmique ; Clapton – guitare solo ; Stewart – piano ; Wyman – basse ; Watts – batterie.
5. "Worried About My Baby" (prise alternative) – 3:43 (enregistré le 7 mai 1970)
  - Wolf – chant, harmonica ; Sumlin – guitare rythmique ; Clapton – guitare solo ; Stewart – piano ; Wyman – basse ; Watts – batterie.
6. "I Ain't Superstitious" (prise alternative) – 4:10 (enregistré le 2 mai 1970)
  - Wolf – chant ; Carpe – harmonica ; Sumlin – guitare rythmique ; Clapton – guitare solo ; Stewart – piano ; Voormann – basse ; Starr – batterie.
7. "Highway 49" (prise alternative) – 3:39 (enregistré le 6 mai 1970)
  - Wolf – chant ; Sumlin – guitare rythmique ; Clapton – guitare solo ; Stewart – piano ; Wyman – basse ; Watts – batterie.
8. "Do The Do" (prise alternative prolongée) – 5:44 (enregistré le 6 mai 1970)
  - Wolf – chant ; Sumlin – guitare rythmique ; Clapton – guitare solo ; Stewart – piano ; Wyman – basse, cloche ; Watts – batterie.
9. "Poor Boy" (mélange de paroles alternatives) - 4:27 (enregistré le 4 mai 1970)
  - Wolf – chant ; Carpe – harmonica ; Sumlin – guitare rythmique ; Clapton – guitare solo ; Winwood – piano ; Wyman – basse ; Watts – batterie.
10. "I Ain't Superstitious" (mix alternatif) – 3:53 (enregistré le 2 mai 1970)
  - Wolf – chant ; Sumlin – guitare rythmique ; Clapton – guitare solo ; Winwood – piano ; Voormann – basse ; Starr – batterie ; Sandke – trompette ; Lansing, Miller – saxophones ; Wyman – sonnaille.
11. "What A Woman" (mix alternatif avec overdub de l'orgue de Steve Winwood) – 3:10 (enregistré le 7 mai 1970)
  - Wolf – chant ; Carpe – harmonica ; Sumlin – guitare rythmique ; Clapton – guitare solo ; Stewart – piano ; Winwood – orgue ; Wyman – basse ; Watts – batterie.[7]
12. "Rockin' Daddy" (mix alternatif) – 3:58 (enregistré le 4 mai 1970) (Wyman n'étant pas disponible c'est Phil Upchurch qui joue la basse ici)
  - Wolf – chant ; Sumlin – guitare rythmique ; Clapton – guitare solo ; Stewart – piano ; Upchurch – basse ; Watts – batterie.